# Alexandros d'Antioche
Alexandros d'Antioche (grec moderne : Ἀλέξανδρος) (IIe – Ier siècle av. J.-C.) est un sculpteur grec de l'époque Hellénistique.

## Biographie
Fils d'un certain Ménide, Alexandros est surtout connu comme le sculpteur de la Vénus de Milo qui se trouve au musée du Louvre à Paris. Il est considéré aussi comme étant l'auteur d'une statue d'Alexandre le Grand, qui se trouve aussi au musée du Louvre.
Selon des inscriptions anciennes découvertes dans la ville antique de Thespiae et datant à peu près de l'an 80 av. J.-C., Alexandros a gagné un concours de composition musicale et de chant.

## Honneur
L'astéroïde (218866) Alexantioch est nommé en son honneur.